# فدکس فروم
فدکس فوروم (به انگلیسی: FedEx Forum) ورزشگاه دو تیم ممفیس گریزلیز و تیم بسکتبال دانشگاه ممفیس است که در شهر ممفیس در ایالت تنسی واقع شده‌است. هر دو تیم پیش از این بازی‌های خانگی خود را در ورزشگاه پیرامید آرنا انجام می‌دادند. حق نام این ورزشگاه، توسط شرکت فدرال اکسپرس به ارزش ۹۲ میلیون دلار خریداری شده است. ورزشگاه قابلیت برگزاری مسابقات هاکی روی یخ و کنسرت را نیز دارد.
نام «د گرایندهاوس» (خانه چرخ گوشت) در سال ۲۰۱۱ توسط تونی الن بازیکن تیم گریزلیز ابداع شد.

## طراحی
ورزشگاه توسط شرکت ساختمانی الربی بکت طراحی و عملیات بتون‌ریزی توسط شرکت ساختمانی دوکو و آپاک انجام شده است. مساحت زمین ورزشگاه ۷۵ هزار مترمکعب است. گنجایش سالن بسکتبال ۱۸٫۱۱۹ نفر، سالن هاکی روی یخ ۱۱٫۴۱۱ است. همچنین یک سالن کنسرت با گنجایش ۱۹ هزار نفر نیز داخل ورزشگاه تعببه شده‌است.

## وقایع مهم
مسابقات فینال ناحیهٔ غرب جام قهرمانی بسکتبال دسته اول مردان ان‌سی‌ای‌ای در سال ۲۰۰۹ و یکی از چهار فینال ناحیه‌ای جام قهرمانی بسکتبال دسته اول زنان ان‌سی‌ای‌ای در سال ۲۰۱۰ در این ورزشگاه برگزار گردید.
در سال ۲۰۰۴ ورزشگاه میزبان بازی نهایی بوکس سنگین‌وزن فدراسیون جهانی بوکس میان گلن جانسون و ری جونز جونیور بود.
در اوت ۲۰۱۰ اولین بازی از سری مسابقات «بیلت فورد تاف» زیر نظر فدراسیون حرفه‌ای گاوبازی در این ورزشگاه به انجام رسید.